# Santa Vitória do Palmar (kommun)
Santa Vitória do Palmar är en kommun i Brasilien.   Den ligger i delstaten Rio Grande do Sul, i den södra delen av landet, 2 000 km söder om huvudstaden Brasília. Antalet invånare är 31 002.
Följande samhällen finns i Santa Vitória do Palmar:
- Santa Vitória do Palmar
- Chuí

Trakten runt Santa Vitória do Palmar består till största delen av jordbruksmark. Runt Santa Vitória do Palmar är det mycket glesbefolkat, med 2 invånare per kvadratkilometer.